# Vitré
Vitré (in bretone Gwitreg, in gallo Vitræ) è un comune francese di 17.271 abitanti situato nel dipartimento dell'Ille-et-Vilaine nella regione della Bretagna.
Già sede di sottoprefettura (fino al 1926) e capoluogo di cantone, si trova alle porte della Bretagna al confine tra Normandia, Maine e Angiò; per la ricchezza del suo patrimonio storico e artistico ha ottenuto il riconoscimento di città d'arte e di storia da parte del Ministero della cultura francese.

## Geografia fisica
La città si sviluppa tra il fiume Vilaine e una vallata parallela che si estende latitudinalmente. Questa disposizione geografica determina una divisione dell'agglomerato cittadino in tre aree distinte: la zona Nord, il centro storico e la zona Sud.
Il territorio di Vitré è situato all'estremità orientale della Bretagna ed è attraversato dalla superstrada Parigi-Brest, prolungamento dell'autostrada A11. Storicamente costituiva una tappa su una delle diramazioni della via Turonense, via secondaria del cammino di Santiago di Compostela, che univa Mont-Saint-Michel a Saint-Jean-d'Angély passando per Angers.
Vitré è il centro principale di un agglomerato metropolitano che conta circa 90.000 abitanti: dal punto di vista amministrativo, tale territorio si estende su sette cantoni (Vitré-Est, Vitré-Ovest, Argentré-du-Plessis, Châteaubourg, Guerche-de-Bretagne, Janzé e Retiers). L'area urbana costituita da Vitré e dalla cintura dei 12 comuni limitrofi conta 24.690 abitanti, di cui il 62% situati nel comune principale.
La superficie complessiva del comune è di 36,58 km² e l'altitudine media è di circa 89 metri s.l.m. Il punto più elevato (127 m s.l.m.) è nella zona industriale Ménardières, mentre il punto più basso (67 m s.l.m.) si trova in periferia.

### Etimologia
Secondo alcune ipotesi il nome Vitré potrebbe avere origine da un nome proprio di persona gallo-romano Victor o Victrix, relativo al titolare di una proprietà della zona; secondo altri, può derivare invece dal latino Vicus.

## Storia

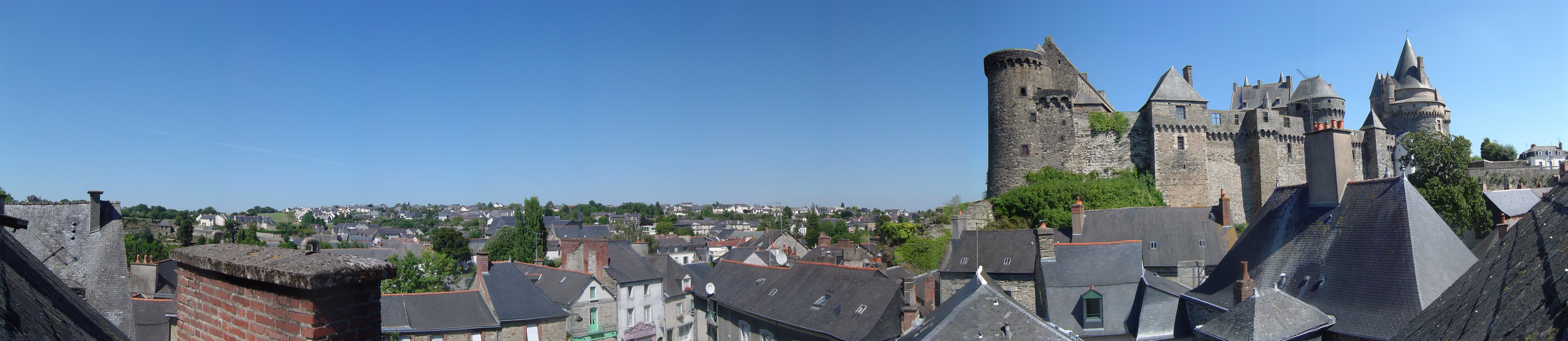
La città vista dal castello di Vitré

### Origini e medioevo
Il sito di Vitré è occupato da tempi molto remoti. Alcuni sondaggi archeologici esplorativi, svolti nella zona orientale della città nel luglio 2006, hanno individuato i resti di una fattoria gallo-romana risalente al 300-100 a.C.

Originariamente, la zona era occupata da piccoli villaggi distinti (Le Vieil-Bourg, Sainte-Croix, Le Rachapt e Saint-Martin). Nell'anno 1000 venne costituito un agglomerato unico derivante dalla fusione di Vitré e dei villaggi vicini. In questo periodo fu costruito un piccolo castello in legno sulla collina di Sainte-Croix, che venne incendiato più volte nel corso degli anni, finché non fu donato ai monaci benedettini di Marmoutier. Un secondo castello, in pietra, fu fatto costruire intorno al 1060 dal barone Roberto I sul sito attuale, uno sperone roccioso che si affaccia sul fiume Vilaine.

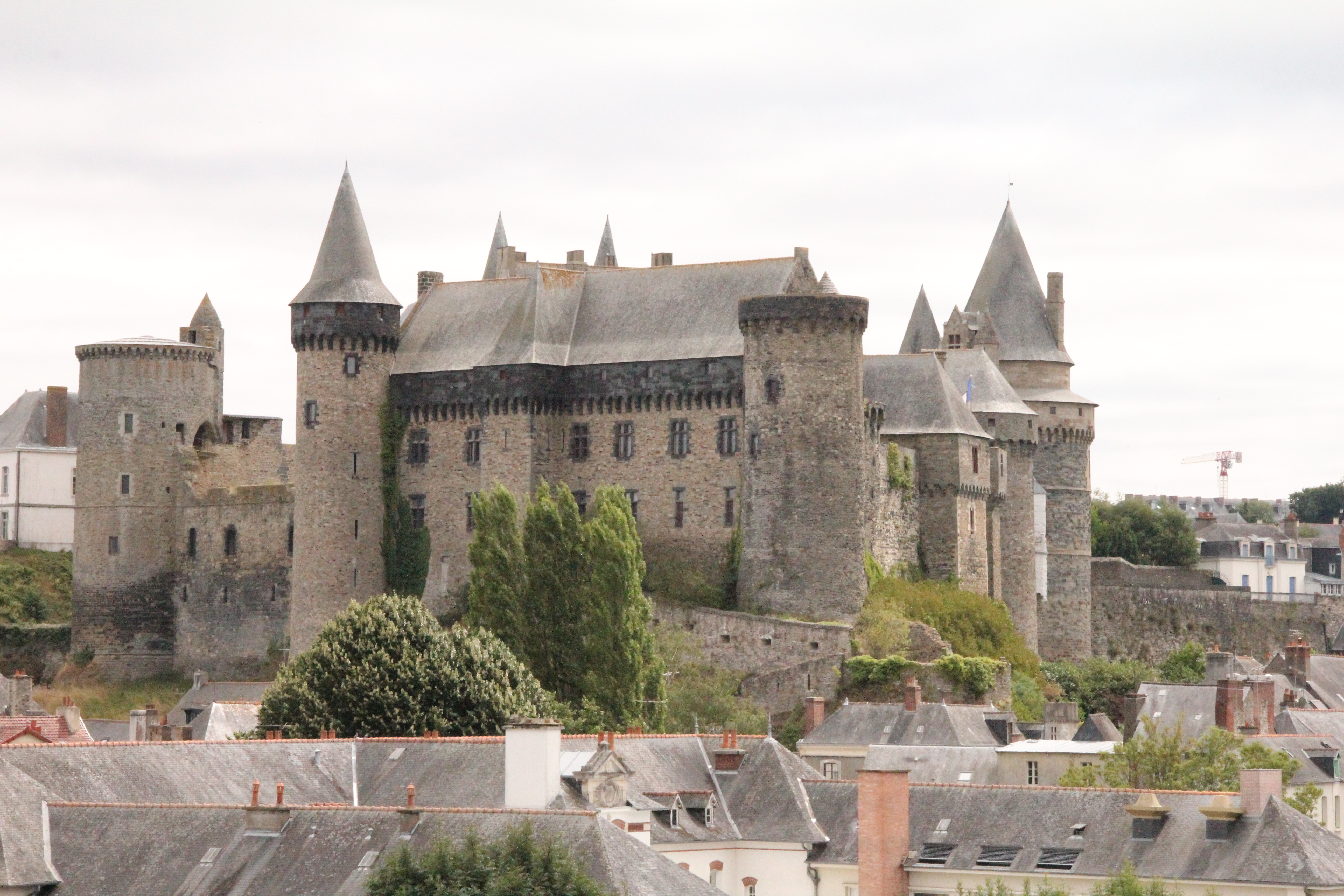
Il castello di Vitré

### Gli anni d'oro
Nel XV secolo cominciò a fiorire l'economia cittadina e nel 1472 venne fondata una confraternita per consentire il commercio internazionale dei tessuti, in particolare canapa e lino.
Durante le guerre di religione della fine del XVI secolo, la città venne tenuta sotto assedio per cinque mesi dalle truppe della Lega comandate da Filippo Emanuele di Lorena. Inoltre, Vitré fu sede delle riunioni degli Stati di Bretagna nel 1655, 1671, 1697 e 1705, poiché la capitale Rennes era devastata dalla peste e dalle insurrezioni.

### Il declino e la ripresa
Nel corso del XVII secolo i baroni abbandonarono Vitré preferendole la Corte di Versailles. La città perse la sua notorietà e anche le coltivazioni di canapa e del lino che costituivano la base dell'economia cittadina, portandola all'isolamento sino all'arrivo della ferrovia attorno alla metà del XIX secolo. Inoltre, la fine del XVIII secolo fu movimentata dall'insurrezione degli chouan, che sancì la fine della signoria di Vitré e l'acquisizione dello status di sottoprefettura.
Ciononostante, Vitré si sviluppò in modo ridotto e nel 1926 il governo le revocò lo status di sottoprefettura.

### Vitré oggi
A partire dagli anni 1950, complice lo spostamento dalle campagne verso le città, Vitré si sviluppò ed estese considerevolmente, crescendo di oltre 3.000 abitanti in vent'anni. Complice anche la costruzione di un'autostrada, negli anni 1970 si sviluppò una zona industriale e commerciale.

## Monumenti

### Castelli militari e di caccia
- Castello di Vitré
- Castello Rochers-Sévigné (a 7 km, in direzione di Argentré-du-Plessis)
- Château-Marie (XVII secolo, soffitto con travi dipinte in trompe-l'oeil)
- Hôtel Ringues de la Troussanais (palazzo in stile Rinascimento bretone)

### Patrimonio religioso
- Cappella Saint-Nicolas
- Chiesa di Notre-Dame (XIV secolo, in stile gotico flamboyant)
- Chiesa di Saint-Martin (in stile neoromanico, consacrata nel 1885, opera dell'architetto Mellet)
- Chiesa della Sainte-Croix (costruita nel 1672 sul versante di una collina, ristrutturata nel 1827)

### Altri monumenti di rilievo
- Menhir della "Pierre Blanche" (Route di Beauvais verso Pocé-les-Bois) e menhir della "Haute Pierre" a Champeaux
- Palazzo Sévigné-Nétumières (sec. XVIII, sullo stile del Parlamento della Bretagna)

## Società

### Evoluzione demografica
Abitanti censiti

## Amministrazione

### Gemellaggi
- Helmstedt, dal 1979
- Lymington, dal 1981
- Terrebonne, dal 1983
- Djenné, dal 1987
- Villajoyosa, dal 1989
- Sroda, dal 1994
- Tălmaciu, dal 1999

## Infrastrutture e trasporti
A partite dal 2001, gli autobus sono gratuiti in tutta la città.

## Galleria d'immagini

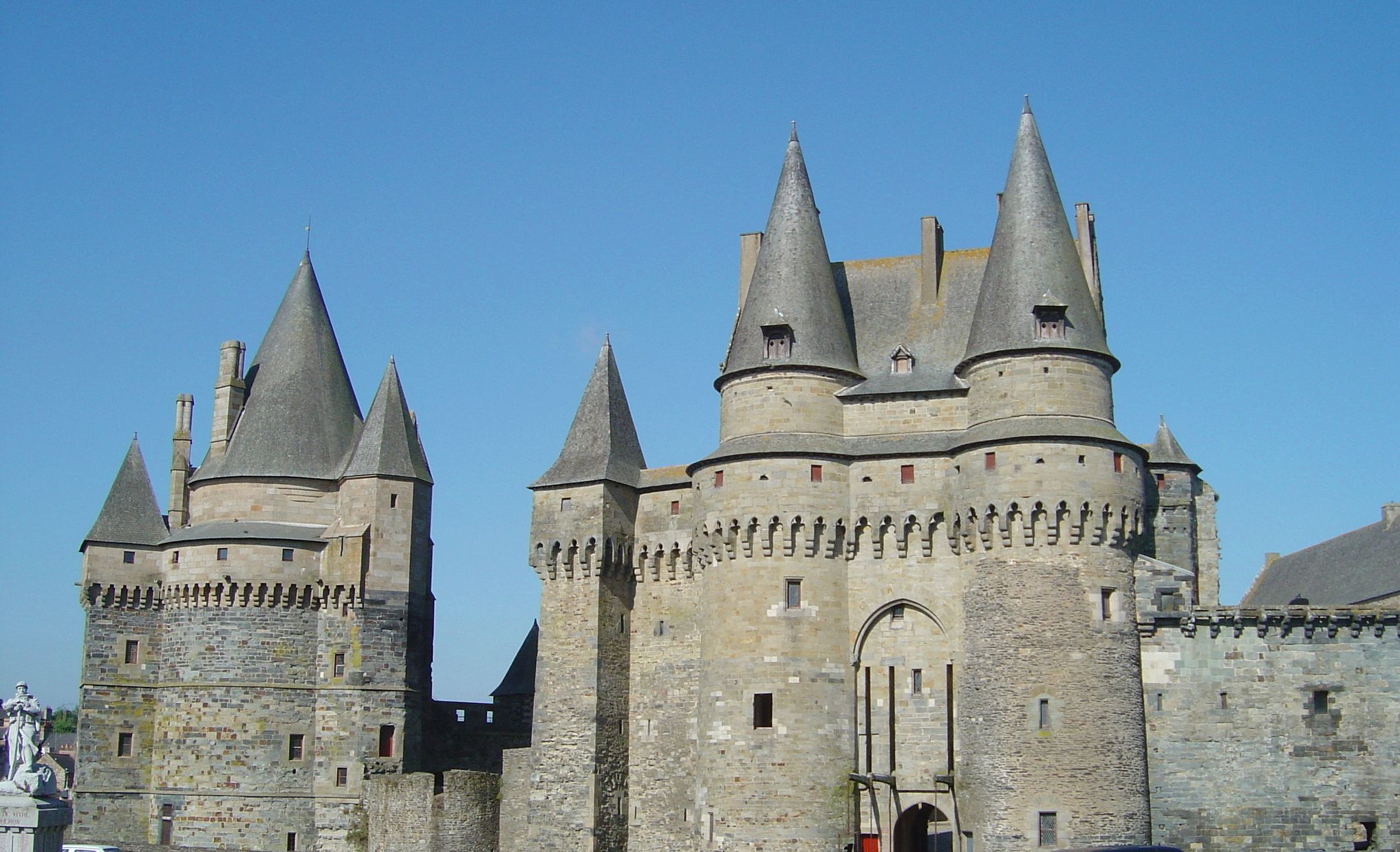
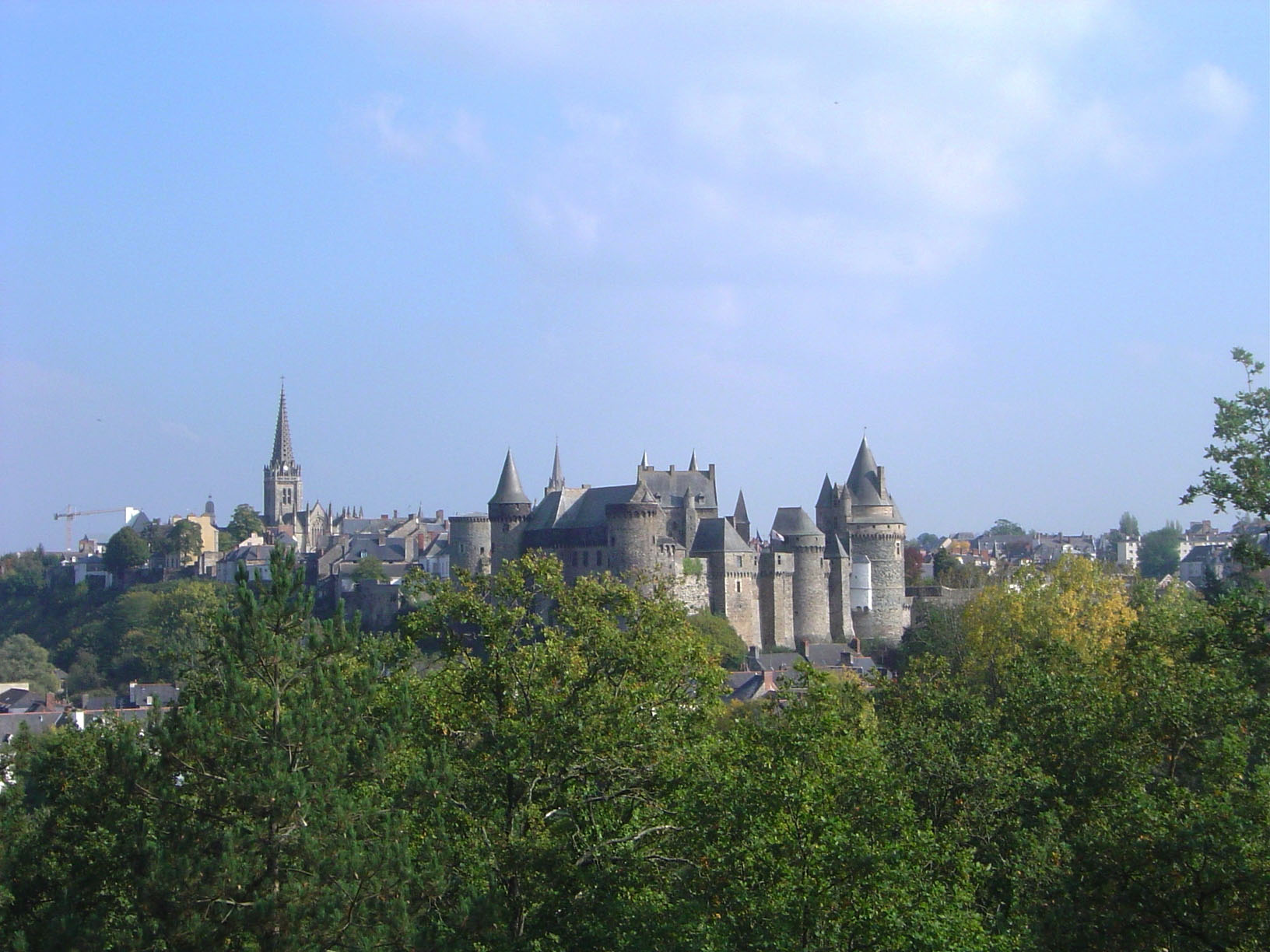
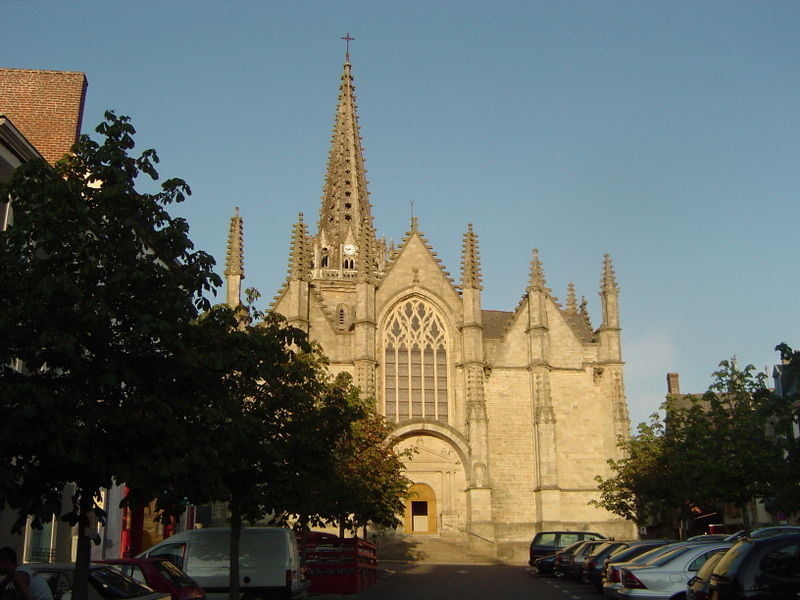